# Instituto de Pesquisas Hidráulicas da Universidade Federal do Rio Grande do Sul
O Instituto de Pesquisas Hidráulicas (IPH) é uma unidade de ensino da Universidade Federal do Rio Grande do Sul. Foi fundado em 1953 como órgão prestador de serviços e consultorias à Universidade.
No IPH, é oferecido o curso técnico de hidrologia (foi instalado em 1969, sendo pioneiro na América Latina), os cursos de graduação em Engenharia Ambiental (parceria com a Escola de Engenharia) e em Engenharia Hídrica, este último desde 2012, além de serem ministradas cadeiras para cursos de graduação e pós-graduação para as áreas de Engenharias, Agronomia, Arquitetura e Geologia.

## Ligações Externas
- UFRGS - Universidade Federal do Rio Grande do Sul
- Instituto de Pesquisas Hidráulicas / UFRGS